# Dãy Cauchy
Trong toán học, dãy Cauchy (phát âm tiếng Pháp: [koʃi]; tiếng Anh:  /ˈkoʊʃiː/ KOH-shee), được đặt tên theo nhà toán học Augustin-Louis Cauchy, là dãy mà các phần tử tiến đến gần nhau tùy ý khi dãy tiếp tục. Chính xác hơn, cho bất cứ khoảng cách nhỏ nào, hầu như tất cả các phần tử trong dãy ngoại trừ hữu hạn một số phần tử ra có khoảng cách giữa chúng nhỏ hơn khoảng cách đã cho.
Điều kiện phần tử đứng sau gần tùy ý với phần tử ngay trước đó không phải điều kiện đủ. Ví dụ chẳng hạn, trong dãy căn bậc hai của các số tự nhiên:
{\displaystyle a_{n}={\sqrt {n}},}
hai phần tử liên tiếp đó gần với nhau:
{\displaystyle a_{n+1}-a_{n}={\sqrt {n+1}}-{\sqrt {n}}={\frac {1}{{\sqrt {n+1}}+{\sqrt {n}}}}<{\frac {1}{2{\sqrt {n}}}}.}
Tuy nhiên, khi chỉ số n lớn, các phần tử {\displaystyle a_{n}} có thể lớn tùy ý.   Do đó với bất kỳ chỉ số n và khoảng cách d, tồn tại chỉ số m đủ lớn sao cho {\displaystyle a_{m}-a_{n}>d.} (Thật ra chỉ cần {\displaystyle m>\left({\sqrt {n}}+d\right)^{2}} là đủ.) Bởi vậy, bất kể dãy chạy tới đâu, các phần tử còn lại không bao giờ tiến gần đến nhau; do đó dãy này không phải dãy Cauchy.
Một ứng dụng của dãy Cauchy nằm trong không gian mêtric đầy đủ (không gian mà các dãy Cauchy trong đó hội tụ đến một giá trị nào đó), điều kiện cho hội tụ chỉ dựa trên các phần tử trong dãy, ngược lại với định nghĩa hội tụ dùng cả giá trị hội tụ và các phần tử trong dãy. Ta thường lợi dụng tính chất này cho các thuật toán trong lý thuyết và áp dụng.
Dạng tổng quát của các dãy Cauchy trong không gian đều tồn tại dưới dạng bộ lọc Cauchy và mạng Cauchy.

## Trong số thực
Dãy
{\displaystyle x_{1},x_{2},x_{3},\ldots }
của các số thực được gọi là dãy Cauchy nếu với mọi số thực dương {\displaystyle \varepsilon ,} tồn tại số nguyên dương N sao cho với mọi số tự nhiên {\displaystyle m,n>N,}
{\displaystyle |x_{m}-x_{n}|<\varepsilon ,}
trong đó thanh dọc đứng ký hiệu cho giá trị tuyệt đối.  Tương tự như vậy ta có thể định nghĩa cho dãy các số hữu tỉ hoặc dãy các số phức.  Cauchy đưa ra điều kiện hiệu {\displaystyle x_{m}-x_{n}} phải nhỏ vô cùng với mọi cặp số tự nhiên m, n.
Với mọi số thực r, dãy biểu diễn bị cắt của r tạo thành dãy Cauchy.  Ví dụ, khi {\displaystyle r=\pi ,} dãy số được viết như sau: (3, 3.1, 3.14, 3.141, ...).  Phần tử thứ m và phần tử thứ n chỉ cách nhau tối đa {\displaystyle 10^{1-m}} trong đó m < n, và khi m lớn, giá trị này càng nhỏ hơn bất kỳ giá trị {\displaystyle \varepsilon .} cho trước

### Mô đun hội tụ Cauchy
Nếu {\displaystyle (x_{1},x_{2},x_{3},...)} là dãy số trong tập {\displaystyle X,} thì mô đun hội tụ Cauchy cho dãy số là hàm {\displaystyle \alpha } từ tập các số tự nhiên tới chính nó, sao cho với mọi số tự nhiên {\displaystyle k} và số tự nhiên {\displaystyle m,n>\alpha (k),} {\displaystyle |x_{m}-x_{n}|<1/k.}
Các dãy đi cùng với mô đun hội tụ Cauchy là dãy Cauchy. Sự tồn tại mô đun hội tụ Cauchy được suy ra từ tính xếp thứ tự tốt của các số tự nhiên  (gọi {\displaystyle \alpha (k)} là số {\displaystyle N} nhỏ nhất trong định nghĩa của dãy Cauchy, đặt {\displaystyle r} là {\displaystyle 1/k}). SỰ tồn tại của mô đun cũng suy ra được từ nguyên lý chọn phụ thuộc,nguyên lý này là dạng yếu hơn của tiên đề chọn, thậm chí ta có thể suy ra từ điều kiện còn yếu hơn được gọi là AC00. Dãy Cauchy chính quy là các dãy đi với mô đun cho trước hội tụ (thường thì {\displaystyle \alpha (k)=k} hoặc {\displaystyle \alpha (k)=2^{k}}).

## Trong không gian mêtric
Bởi định nghĩa của dãy Cauchy chỉ bao gồm duy nhất khái niệm mêtric, dễ tổng quát định nghĩa này sang cho bất cứ không gian mêtric X. 
Để làm vậy, giá trị tuyệt đối {\displaystyle \left|x_{m}-x_{n}\right|} được thay bằng khoảng cách {\displaystyle d\left(x_{m},x_{n}\right)} (trong đó d được gọi là mêtric) giữa {\displaystyle x_{m}} và {\displaystyle x_{n}.}
Nói chính xác, cho không gian mêtric {\displaystyle (X,d),} dãy
{\displaystyle x_{1},x_{2},x_{3},\ldots }
là dãy Cauchy, nếu với số thực dương {\displaystyle \varepsilon >0} tồn tại số nguyên dương {\displaystyle N} sao cho với mọi số tự nhiên {\displaystyle m,n>N,} khoảng cách
{\displaystyle d\left(x_{m},x_{n}\right)<\varepsilon .}
Nhìn qua, việc các phần tử trong dãy càng tiến đến gần nhau khi các giá trị {\displaystyle m,n} tăng dần có vẻ gợi ý rằng dãy này có giới hạn nằm trong không gian {\displaystyle X}
Song, giá trị giới hạn chưa chắc đã nằm trong X: tính chất của không gian mà tất cả các dãy Cauchy trong đó đều hội tụ được gọi là tính đầy đủ.

## Tính đầy đủ
Không gian mêtric (X, d) mà mọi dãy Cauchy trong không gian hội tụ đến một giá trị nằm trong X được gọi là không gian mêtric đầy đủ.

### Các ví dụ
Không gian các số thực đầy đủ dưới mêtric của giá trị tuyệt đối, và một trong những cách tiêu chuẩn để xây số thực bao gồm dãy Cauchy của các số hữu tỉ.
Một loại ví dụ khác là không gian X có mêtric rời rạc (trong không gian đó, bất cứ hai phần tử nào khác nhau thì đều có khoảng cách bằng 1).

### Ví dụ không phải: số hữu tỉ
Không gian của các số hữu tỉ {\displaystyle \mathbb {Q} } không đầy đủ (cho mêtric định nghĩa):

Có các dãy số hữu tỉ hội tụ (trong {\displaystyle \mathbb {R} }) đến các giá trị vô tỉ; nghĩa là các dãy Cauchy này không hội tụ đến giá trị thuộc {\displaystyle \mathbb {Q} .} Hơn nữa, nếu x là số vô tỉ, thì dãy số (xn), với phần tử thứ n là biểu diễn n chữ số của x, là dãy Cauchy có giới hạn là số vô tỉ x. Ngoài ra còn có các ví dụ khác về dãy các số hữu tỉ hội tụ về số vô tỉ:
- Dãy số định nghĩa bởi {\displaystyle x_{0}=1,x_{n+1}={\frac {x_{n}+{\frac {2}{x_{n}}}}{2}}} bao gồm các số hữu tỉ (1, 3/2, 17/12,...) là dãy các số hữu tỉ nhưng giá trị hội tụ của nó là căn bậc hai của hai, để chứng minh xem phương pháp Babylonian cho tính căn bậc hai.
- Dãy {\displaystyle x_{n}=F_{n}/F_{n-1}} của các phân số của các số Fibonacci liên tiếp nếu có hội tụ thì dãy phải hội tụ đến giá trị {\displaystyle \phi } thỏa mãn {\displaystyle \phi ^{2}=\phi +1,} mà không có số hữu tỉ nào thỏa mãn được.  Nếu ta coi đây là dãy các số thực thì dãy này hội tụ đến giá trị {\displaystyle \varphi =(1+{\sqrt {5}})/2,} hay còn gọi là tỷ lệ vàng, giá trị này là số vô tỉ.
- Các giá trị của hàm mũ , hàm sin và cosin, exp(x), sin(x), cos(x), được biết là số vô tỉ cho mọi số hữu tỉ {\displaystyle x\neq 0,} nhưng mỗi hàm có thể định nghĩa là giới hạn của một dãy Cauchy hữu tỉ, sử dụng chuỗi Maclaurin chẳng hạn.

### Ví dụ không phải: khoảng mở
Khoảng mở {\displaystyle X=(0,2)} trong tập các số thực cùng với mêtric tầm thường của {\displaystyle \mathbb {R} } không phải là không gian đầy đủ: dãy số {\displaystyle x_{n}=1/n} nằm trong đó là dãy Cauchy (cho bất cứ cận {\displaystyle d>0} tất cả các phần tử {\displaystyle x_{n}} thỏa mãn {\displaystyle n>1/d} đều nằm trong khoảng {\displaystyle (0,d)}), tuy nhiên giá trị giới hạn của dãy không nằm trong {\displaystyle X} — 'giới hạn' của nó, số 0, không nằm trong không gian {\displaystyle X.}

### Các tính chất khác
- Tất cả các dãy hội tụ (có giới hạn s) là dãy Cauchy, bởi cho bất kỳ số thực dương {\displaystyle \varepsilon >0,} , khi vượt qua một điểm cố định nào đó, mọi phần tử trong dãy đều nằm trong khoảng cách {\displaystyle \varepsilon /2} của s, do đó bất cứ hai phần tử trong dãy đều cách nhau tối đa {\displaystyle \varepsilon }.
- Trong bất cứ không gian mêtric nào, dãy Cauchy {\displaystyle x_{n}} bị chặn (bởi cho một số N, tất cả các phần tử từ phần tử thứ N trở đi đều cách nhau 1, và nếu M là khoảng cách lớn nhất giữa {\displaystyle x_{N}} và bất cứ các phần tử nào cho tới phần tử thứ N, thì không có cặp phần tử nào trong dãy có khoảng cách lớn hơn {\displaystyle M+1} đến {\displaystyle x_{N}}).
- Trong bất cứ không gian mêtric nào, dãy Cauchy nào có dãy con của nó hội tụ đến s thì chính nó cũng hội tụ đến giới hạn s, bởi: cho bất cứ số thực r > 0, khi qua một số điểm cố định nào đó trong dãy gốc, mọi phần tử trong dãy con đều nằm trong khoảng cách r/2 của s, và bất cứ hai phần tử trong dãy gốc đều nằm trong khoảng cách r/2 của nhau, do đó mọi phần tử trong dãy đều nằm trong khoảng cách r của s.

Hai tính chất cuối, cùng với định lý Bolzano–Weierstrass, đưa ra bài chứng minh cho tính đầy đủ của số thực, có liên hệ gần với định lý Bolzano–Weierstrass và định lý Heine–Borel. Mọi dãy Cauchy đều bị chặn, do đó theo định lý Bolzano–Weierstrass trong dãy sẽ có dãy con hội tụ, từ đó suy ra dãy đó cũng sẽ hội tụ. Cách chứng minh này có bao gồm việc sử dụng tiên đề cận trên nhỏ nhất. Một hướng giải khác được nhắc ở trên là xây dựng các số thực bằng hoàn thiện không gian các số hữu tỉ.
Nếu {\displaystyle f:M\to N} là ánh xạ liên tục đều giữa không gian mêtric M và N và (xn) là dãy Cauchy trong M, thì {\displaystyle (f(x_{n}))} là dãy Cauchy trong N. Nếu {\displaystyle (x_{n})} và {\displaystyle (y_{n})} là dãy Cauchy trong số hữu tỉ, số thực hoặc số phức, thì tổng {\displaystyle (x_{n}+y_{n})} và tích {\displaystyle (x_{n}y_{n})} cũng là dãy Cauchy.